# Lévitha
Lévitha (grec: Λέβιθα, coneguda en l'antiguitat clàssica com Lebynthos) és una petita illa situada a l'est del mar Egeu, entre Cos i Paros. És una de les Illes del Dodecanès i pertany al municipi de Leros. És esmentada en dues obres d'Ovidi: l'Ars amatoria i les Metamorfosis, sempre relacionada amb la història de Dèdal i Ícar, que la sobrevolen durant la seva fugida de Creta, A partir de 2009, la població de l'illa és de 3 persones. La superfície total de l'illa és de 9,2 quilòmetres quadrats (4 milles quadrades) i la seva longitud total línia de costa és de 34 quilòmetres (21 milles).

## Història
En l'antiguitat, l'illa tenia el nom de Levinthal (Λέβινθος). L'illa s'esmenta en dues de les obres d'Ovidi, Metamorfosis i Art d'estimar, en relació amb la saga de Dèdal i Ícar. Mentre que escapar de Creta, Dèdal i Ícar va volar en Levitha. També es nomena a la Geografia d'Estrabón.
Restes identificades d'edificis antics que aparentment estaven relacionats amb el desenvolupament d'un petit poble de pescadors. Durant el període romà Levitha a causa de la seva ubicació remota es va utilitzar com a lloc d'exili.